# Beillé
Beillé és un municipi francès situat al departament del Sarthe i a la regió de País del Loira. L'any 2007 tenia 501 habitants.

## Demografia

### Població
El 2007 la població de fet de Beillé era de 501 persones. Hi havia 192 famílies de les quals 47 eren unipersonals (20 homes vivint sols i 27 dones vivint soles), 55 parelles sense fills, 78 parelles amb fills i 12 famílies monoparentals amb fills.
La població ha evolucionat segons el següent gràfic:
Habitants censats

### Habitatges
El 2007 hi havia 213 habitatges, 187 eren l'habitatge principal de la família, 11 eren segones residències i 15 estaven desocupats. 202 eren cases i 12 eren apartaments. Dels 187 habitatges principals, 145 estaven ocupats pels seus propietaris, 38 estaven llogats i ocupats pels llogaters i 5 estaven cedits a títol gratuït; 14 tenien dues cambres, 38 en tenien tres, 56 en tenien quatre i 80 en tenien cinc o més. 151 habitatges disposaven pel capbaix d'una plaça de pàrquing. A 72 habitatges hi havia un automòbil i a 104 n'hi havia dos o més.

### Piràmide de població
La piràmide de població per edats i sexe el 2009 era:
| Homes | Edats   | Dones |
| ----- | ------- | ----- |
| 0     | 95 o +  | 0     |
| 0     | 90 a 94 | 0     |
| 0     | 85 a 89 | 0     |
| 4     | 80 a 84 | 8     |
| 8     | 75 a 79 | 16    |
| 4     | 70 a 74 | 12    |
| 8     | 65 a 69 | 4     |
| 0     | 60 a 64 | 16    |
| 12    | 55 a 59 | 4     |
| 20    | 50 a 54 | 4     |
| 4     | 45 a 49 | 24    |
| 4     | 40 a 44 | 24    |
| 12    | 35 a 39 | 12    |
| 24    | 30 a 34 | 16    |
| 4     | 25 a 29 | 12    |
| 8     | 20 a 24 | 8     |
| 24    | 15 a 19 | 16    |
| 12    | 10 a 14 | 12    |
| 8     | 5 a 9   | 4     |
| 16    | 0 a 4   | 4     |

## Economia
El 2007 la població en edat de treballar era de 337 persones, 256 eren actives i 81 eren inactives. De les 256 persones actives 231 estaven ocupades (121 homes i 110 dones) i 25 estaven aturades (10 homes i 15 dones). De les 81 persones inactives 36 estaven jubilades, 15 estaven estudiant i 30 estaven classificades com a «altres inactius».

### Ingressos
El 2009 a Beillé hi havia 189 unitats fiscals que integraven 472 persones, la mediana anual d'ingressos fiscals per persona era de 16.430 €.

### Activitats econòmiques
Dels 8 establiments que hi havia el 2007, 1 era d'una empresa extractiva, 1 d'una empresa de construcció, 1 d'una empresa de comerç i reparació d'automòbils, 2 d'empreses de transport, 1 d'una empresa d'hostatgeria i restauració, 1 d'una empresa de serveis i 1 d'una empresa classificada com a «altres activitats de serveis».
Dels 2 establiments de servei als particulars que hi havia el 2009, 1 era un paleta i 1 perruqueria.
L'any 2000 a Beillé hi havia 4 explotacions agrícoles.

## Equipaments sanitaris i escolars
El 2009 hi havia una escola elemental integrada dins d'un grup escolar amb les comunes properes formant una escola dispersa.

## Poblacions més properes
El següent diagrama mostra les poblacions més properes.